# 伊雷妮·弗兰基尼
伊雷妮·弗兰基尼（義大利語：Irene Franchini，1981年7月23日—），意大利女子射箭运动员。她曾代表意大利参加2000年夏季奥林匹克运动会射箭比赛女子个人和女子团体两个小项。